# Bartosz Białkowski
Bartosz Marek Białkowski, né le 6 juillet 1987 à Braniewo, est un footballeur polonais. Il joue au poste de gardien de but.

## Carrière
Il joue avec l'équipe de Pologne des moins de 20 ans, puis avec les espoirs.
Bartosz Białkowski dispute sept matchs en première division polonaise avec le club du Górnik Zabrze lors de la saison 2004-2005.
Le 15 juillet 2014, après deux saisons pleines en League One (D3) avec Notts County, il rejoint le club d'Ipswich Town, équipe évoluant en Championship (D2).
Le 30 juillet 2019, il est prêté à Millwall.
Le 27 janvier 2020, il rejoint Millwall de manière permanente.
En 2024, il a annoncé qu'il partirait Millwall à la fin du saison, et il n'a pas joué depuis.